# Plymouth, Montserrat
Plymouth, före detta länshuvudstad i den brittiska besittningen Montserrat.
Med början i juli 1995 inträffade en rad vulkanutbrott från Soufrière Hills som spred lava och aska över stora delar av södra Montserrat, inklusive Plymouth. Det stod omedelbart klart att staden var i fara, den 21 augusti 1995 föll tefra över staden och i december evakuerades befolkningen av säkerhetsskäl. De fick återvända några månader senare, men den 25 juni 1997 inträffade ett större utbrott vars tefra dödade 19 personer och nästan nådde öns flygplats. Plymouth evakuerades igen och mellan den 4 och 8 augusti förstörde en serie utbrott cirka 80% av staden och begravde den under 1,4 meter aska. De flesta byggnaderna brann ned och gjorde det i stort sett omöjligt att bo i staden. Det ansågs bli för dyrt att gräva ut staden, den övergavs därför och dessutom infördes tillträdesförbud på öns södra halva.

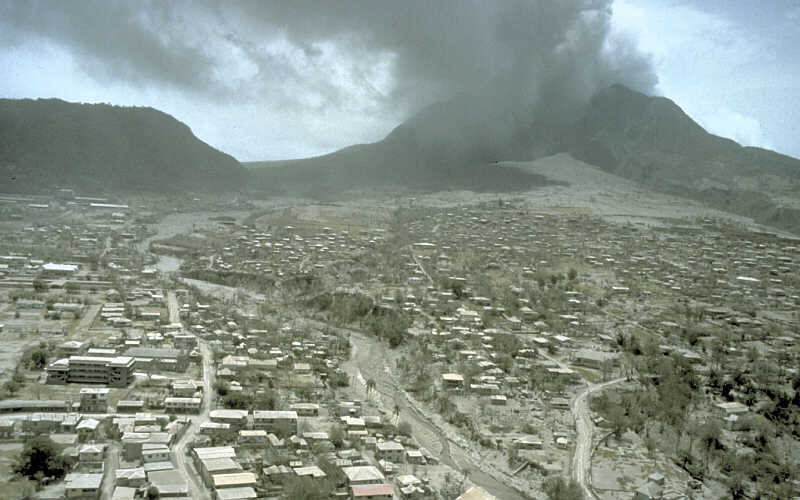
Plymouth 12 juli 1997.

Öns regering flyttade till Brades, men Plymouth är fortfarande de jure länshuvudstad, eftersom någon ny inte utsetts.
Förstörelsen av Plymouth ställde till stora problem för Montserrat. Det var öns största ort, med omkring 4 000 invånare, och de flesta affärer, myndigheter och regeringen fanns där. En del av det som förlorats har byggts upp på andra platser på Montserrat, men över två tredjedelar av öns befolkning evakuerades utomlands.